# Bayonvillers
Bayonvillers est une commune française située dans le département de la Somme en région Hauts-de-France.

## Géographie

### Localisation
Bayonvillers est un village picard de l'Amiénois et de la région naturelle du Santerre.
À vol d'oiseau, la commune est située à 8 km au nord-ouest de Rosières-en-Santerre, 8 km à l'est de Villers-Bretonneux, 10 km au sud-est de Corbie, 16 km au sud d'Albert, 24 km à l'est d'Amiens, 47 km à l'ouest de Saint-Quentin et à 49 km au sud-ouest d'Arras.
Le territoire de la commune est limitrophe de ceux de sept communes.
Les communes limitrophes sont Cerisy, Wiencourt-l'Équipée, Guillaucourt, Harbonnières, Lamotte-Warfusée et Morcourt.

### Géologie et relief
La plus grande partie du territoire est constituée des couches argileuses du limon des plateaux. En dessous, se trouve une craie blanche ou jaune selon les endroits,.
Le pays est plat, légèrement ondulé au sud.

### Hydrographie
La commune est située dans le bassin Artois-Picardie. Elle n'est drainée par aucun cours d'eau.

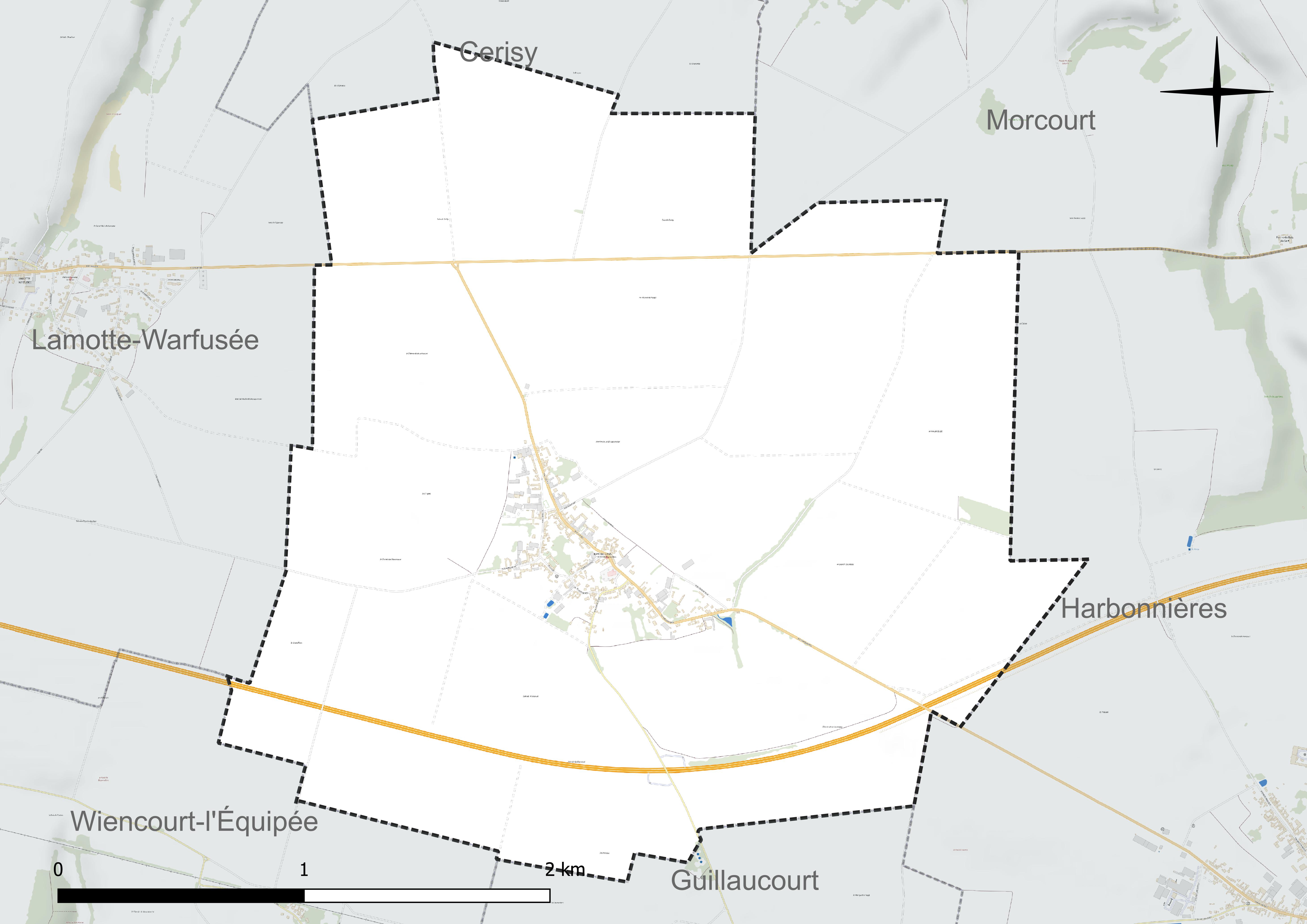
Réseau hydrographique de Bayonvillers.

### Climat
Pour des articles plus généraux, voir Climat des Hauts-de-France et Climat de la Somme.
En 2010, le climat de la commune est de type climat océanique dégradé des plaines du Centre et du Nord, selon une étude du CNRS s'appuyant sur une série de données couvrant la période 1971-2000. En 2020, Météo-France publie une typologie des climats de la France métropolitaine dans laquelle la commune est exposée à un climat océanique et est dans la région climatique Nord-est du bassin Parisien, caractérisée par un ensoleillement médiocre, une pluviométrie moyenne régulièrement répartie au cours de l'année et un hiver froid (3 °C).
Pour la période 1971-2000, la température annuelle moyenne est de 10,3 °C, avec une amplitude thermique annuelle de 14,3 °C. Le cumul annuel moyen de précipitations est de 682 mm, avec 11,4 jours de précipitations en janvier et 8,5 jours en juillet. Pour la période 1991-2020, la température moyenne annuelle observée sur la station météorologique la plus proche, située sur la commune de Rouvroy-en-Santerre à 12 km à vol d'oiseau, est de 10,8 °C et le cumul annuel moyen de précipitations est de 635,8 mm,. Pour l'avenir, les paramètres climatiques de la commune estimés pour 2050 selon différents scénarios d'émission de gaz à effet de serre sont consultables sur un site dédié publié par Météo-France en novembre 2022.

## Urbanisme

### Typologie
Au 1er janvier 2024, Bayonvillers est catégorisée commune rurale à habitat dispersé, selon la nouvelle grille communale de densité à sept niveaux définie par l'Insee en 2022.
Elle est située hors unité urbaine. Par ailleurs la commune fait partie de l'aire d'attraction d'Amiens, dont elle est une commune de la couronne,. Cette aire, qui regroupe 369 communes, est catégorisée dans les aires de 200 000 à moins de 700 000 habitants,.

### Occupation des sols
L'occupation des sols de la commune, telle qu'elle ressort de la base de données européenne d'occupation biophysique des sols Corine Land Cover (CLC), est marquée par l'importance des territoires agricoles (94,5 % en 2018), une proportion identique à celle de 1990 (94,5 %). La répartition détaillée en 2018 est la suivante : 
terres arables (94,5 %), zones urbanisées (5,5 %). L'évolution de l'occupation des sols de la commune et de ses infrastructures peut être observée sur les différentes représentations cartographiques du territoire : la carte de Cassini (XVIIIe siècle), la carte d'état-major (1820-1866) et les cartes ou photos aériennes de l'IGN pour la période actuelle (1950 à aujourd'hui).

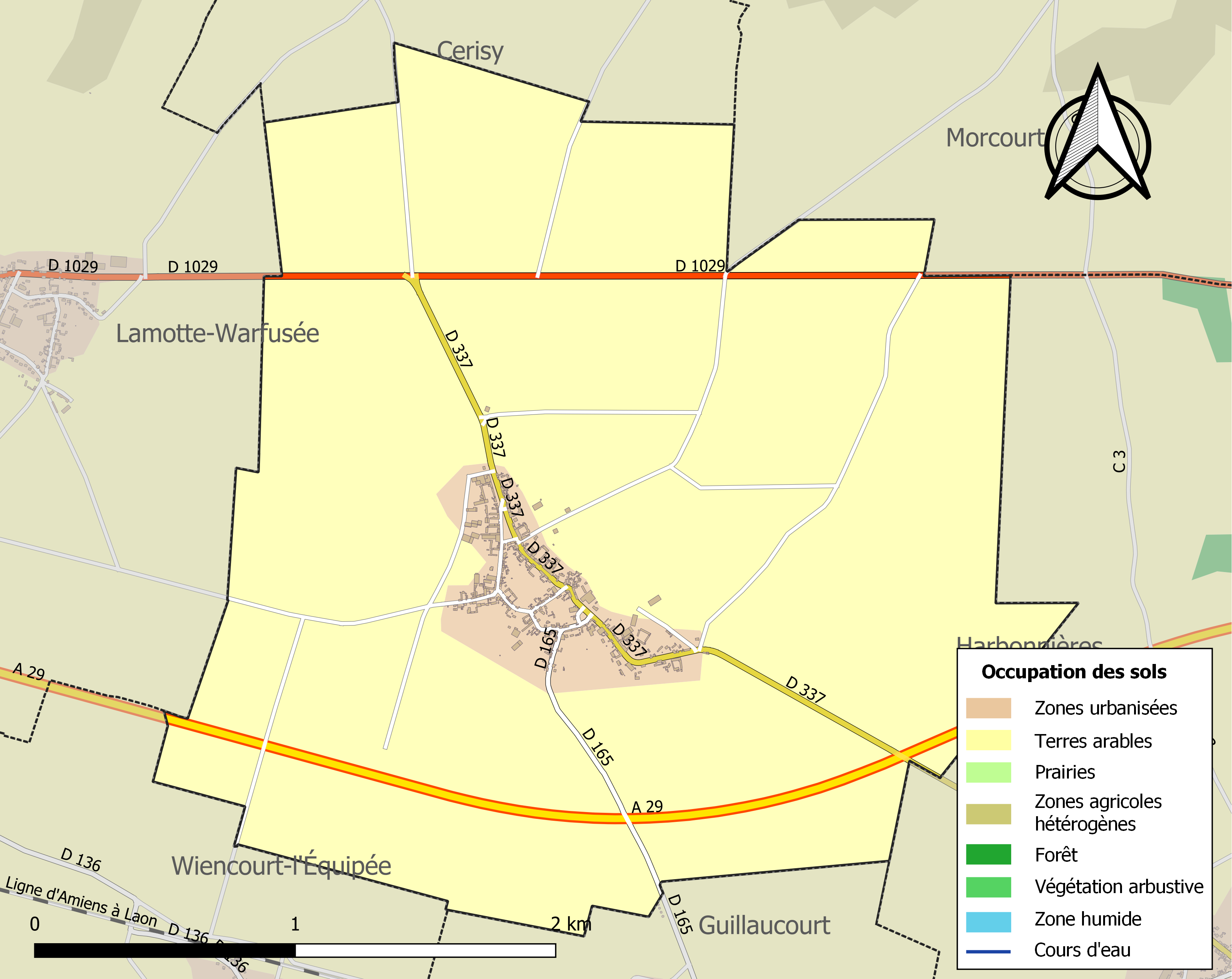
Carte des infrastructures et de l'occupation des sols de la commune en 2018 (CLC).

#### Voie de communication et transports
La commune est desservie par l'ancienne route nationale 29  (actuelle RD 1029), elle est traversée par l'Autoroute A29 (France)
En 2019, la localité est desservie par les autocars du réseau inter-urbain Trans'80, Hauts-de-France (ligne no 47).

## Toponymie
Baienvillers est produit en 1147, Baconvillers et Bayenvillers en 1301. Puis, Bayonvilliers en 1567 ; la forme actuelle, Bayonvillers, est attestée dès 1710.
Le nom Bayonvillers est de formation germano-romane, Villers provient de nom latin, villa signifiant domaine rural puis villare signifiant une partie d'un domaine démembré. Bayo (Baio) dérivait du nom germanique d'un propriétaire du domaine.
D'après la légende, Bayonvillers tirerait son nom d'un seigneur nommé Bayon que saint Quentin aurait guéri de la lèpre,.

## Histoire

### Antiquité
Des armes de pierre et des monnaies gallo-romaines ont été  trouvées sur le territoire.
La voie romaine Amiens - Saint-Quentin traverse le village (RD 1029). Les traces d'une villa gallo-romaine ont été retrouvées au lieu-dit le Chêne.
Selon la tradition catholique, saint Quentin qui parcourait la région à la fin du IIIe siècle, rencontra une femme qui lui proposa de porter la tunique de son maître nommé Bayon. Saint Quentin accepta et du fait, Bayon fut guéri de la lèpre.

### Moyen Âge
Dès 1171, l'église est mentionnée.
La collégiale Saint-Firmin d'Amiens nommait à la cure. Nicolas Quesnel, bienfaiteur des pauvres, tient la cure en 1599.
La seigneurie dépendait du chapitre de Saint-Quentin.

### Époque moderne
Des souterrains ou muches ont servi de refuge aux habitants en 1636, lors des invasions espagnoles.
Dès 1701 et peut-être même avant, le village a son école.

### Époque contemporaine
Les biens du clergé  vendus à la Révolution française comme biens nationaux sont alors achetés par les fermiers locaux.
À la fin de l'épopée napoléonienne, les Cosaques ont occupé le pays en 1814-1815.
Lors de la Guerre franco-allemande de 1870 et pendant l'occupation qui a suivi, l'armée allemande a effectué de nombreuses réquisitions. Sur les 30 jeunes du village qui ont combattu, deux sont morts, un a été blessé.
Durement éprouvé pendant la Première Guerre mondiale, le village a été décoré de la Croix de guerre 1914-1918 le 3 novembre 1920.
Des vestiges de la guerre sont encore retrouvés de nos jours dans le village.

## Politique et administration

### Rattachement administratifs et électoraux
La commune se trouvait de 1793 à 2016 dans l'arrondissement de Montdidier du département de la Somme. Par arrêté préfectoral du 27 décembre 2016, la commune en est détachée le 1er janvier 2017 pour intégrer l'arrondissement de Péronne. Pour l'élection des députés, elle fait partie depuis 1958 de la cinquième circonscription de la Somme.
Elle faisait partie depuis 1801 du canton de Rosières-en-Santerre. Dans le cadre du redécoupage cantonal de 2014 en France, la commune est intégrée au canton de Moreuil.

### Intercommunalité
La commune faisait partie de la communauté de communes du Santerre créée le 31 décembre 1993.
Dans le cadre des dispositions de la loi portant nouvelle organisation territoriale de la République du 7 août 2015, qui prévoit que les établissements publics de coopération intercommunale (EPCI) à fiscalité propre doivent avoir un minimum de 15 000 habitants, la préfète de la Somme propose en octobre 2015 un projet de nouveau schéma départemental de coopération intercommunale (SDCI) qui prévoit la réduction de 28 à 16 du nombre des intercommunalités à fiscalité propre du département.
Le projet préfectoral prévoit la « fusion des communautés de communes de Haute Picardie et du Santerre », le nouvel ensemble de 17 954 habitants regroupant 46 communes,,. À la suite de l'avis favorable de la commission départementale de coopération intercommunale en janvier 2016, la préfecture sollicite l'avis formel des conseils municipaux et communautaires concernés en vue de la mise en œuvre de la fusion le 1er janvier 2017.
Cette procédure aboutit à la création au 1er janvier 2017 de la communauté de communes Terre de Picardie, dont la commune est désormais membre.

### Liste des maires
| Période                                  | Période                    | Identité               | Étiquette | Qualité                                                                           |
| ---------------------------------------- | -------------------------- | ---------------------- | --------- | --------------------------------------------------------------------------------- |
| Les données manquantes sont à compléter. |                            |                        |           |                                                                                   |
| mars 2001                                | 2008                       | Jean-François Dessaint |           |                                                                                   |
| mars 2008                                | 2014                       | Dominique Terrier      |           |                                                                                   |
| 2014                                     | mai 2020                   | Mme France Chlon-David |           | responsable communication et événementiel au pôle métropolitain du Grand Amiénois |
| mai 2020                                 | En cours (au 31 mars 2021) | Xavier Palpied         |           |                                                                                   |

## Population et société

### Démographie
L'évolution du nombre d'habitants est connue à travers les recensements de la population effectués dans la commune depuis 1793. Pour les communes de moins de 10 000 habitants, une enquête de recensement portant sur toute la population est réalisée tous les cinq ans, les populations de référence des années intermédiaires étant quant à elles estimées par interpolation ou extrapolation. Pour la commune, le premier recensement exhaustif entrant dans le cadre du nouveau dispositif a été réalisé en 2007.

En 2022, la commune comptait 337 habitants, en évolution de −2,6 % par rapport à 2016 (Somme : −1,26 %, France hors Mayotte : +2,11 %).
| 1793 | 1800 | 1806 | 1821 | 1831 | 1836 | 1841 | 1846 | 1851 |
| ---- | ---- | ---- | ---- | ---- | ---- | ---- | ---- | ---- |
| 762  | 495  | 792  | 831  | 880  | 910  | 943  | 937  | 925  |

| 1856 | 1861 | 1866 | 1872 | 1876 | 1881 | 1886 | 1891 | 1896 |
| ---- | ---- | ---- | ---- | ---- | ---- | ---- | ---- | ---- |
| 885  | 877  | 853  | 858  | 849  | 846  | 805  | 712  | 682  |

| 1901 | 1906 | 1911 | 1921 | 1926 | 1931 | 1936 | 1946 | 1954 |
| ---- | ---- | ---- | ---- | ---- | ---- | ---- | ---- | ---- |
| 624  | 601  | 520  | 462  | 457  | 457  | 434  | 401  | 399  |

| 1962 | 1968 | 1975 | 1982 | 1990 | 1999 | 2006 | 2007 | 2012 |
| ---- | ---- | ---- | ---- | ---- | ---- | ---- | ---- | ---- |
| 391  | 368  | 288  | 295  | 269  | 345  | 355  | 357  | 355  |

| 2017 | 2022 | - | - | - | - | - | - | - |
| ---- | ---- | - | - | - | - | - | - | - |
| 340  | 337  | - | - | - | - | - | - | - |

### Enseignement
Les communes de Bayonvillers, Lamotte-Warfusée et Guillaucourt se sont associées au sein d'un regroupement pédagogique intercommunal qui gère le fonctionnement des écoles primaires.
À la fin de l'année scolaire 2018-2019, l'école de Bayonvillers a fermé. Fin 2020 et début 2021, le mobilier est vendu sur internet, la commune envisage de vendre l'école et le logement communal,.

### Culture
L'estaminet est un lieu associatif destiné à rassembler les habitants autour de projets artistiques et de rendre accessibles toutes les créations artistiques.
Depuis 2005, ce café associatif maintient du lien social dans le village.

### Autres équipements

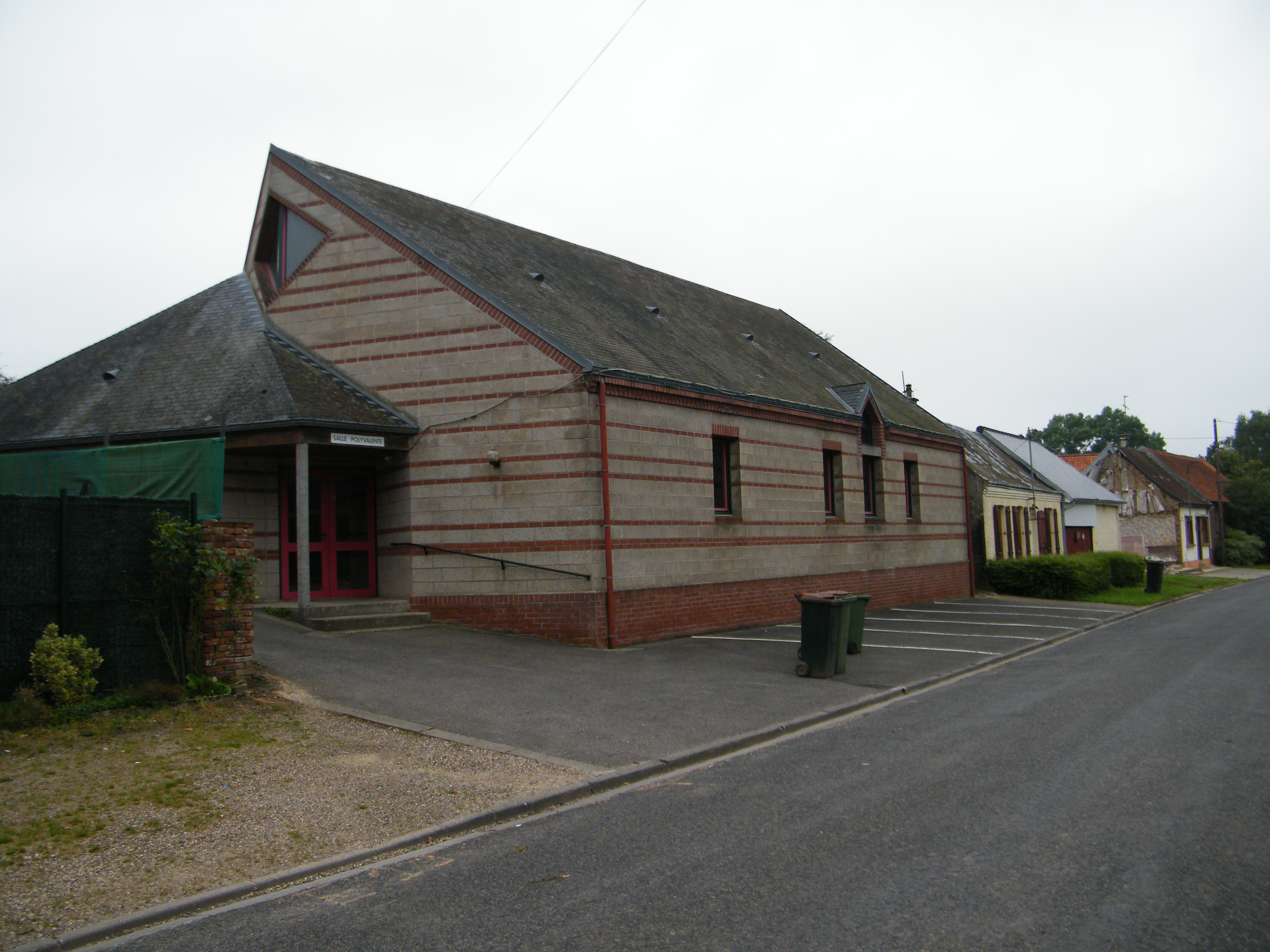
La salle communale.
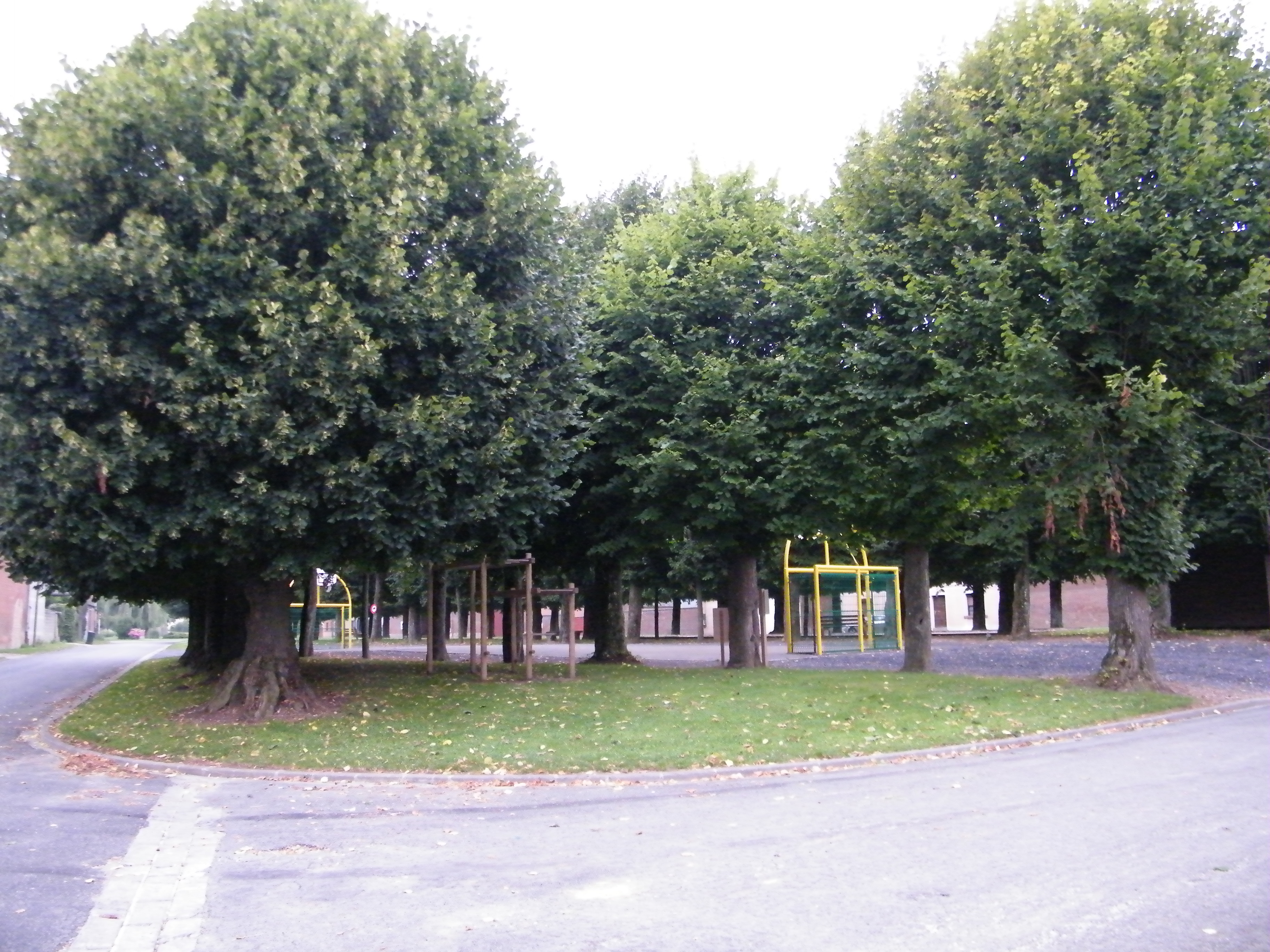
Plateau sportif communal.

## Culture locale et patrimoine

### Lieux et monuments
- Église Saint-Étienne[53]: au chevet de l'église, se trouve un calvaire en bois peint au décor sculpté représentant, entre autres, les instruments de la passion. Le christ en croix du XVIe siècle[54] est abrité par un demi-dôme en forme de cloche. Le calvaire est protégé en tant que monument historique au titre d'objet : classement par arrêté du 12 janvier 2004[55]. Le clocher en brique flanque le côté nord de la nef. À l'intérieur se trouvent un maître-autel en bois sculpté avec un retable de style Louis XIV, des fonts baptismaux en marbre blanc...

- Monument aux morts

- Chapelle Notre-Dame-de-Liesse: reconstruite en 1840 et 1938. Elle aurait marqué le passage des pèlerins se rendant à Liesse, dès le Moyen Âge[56].

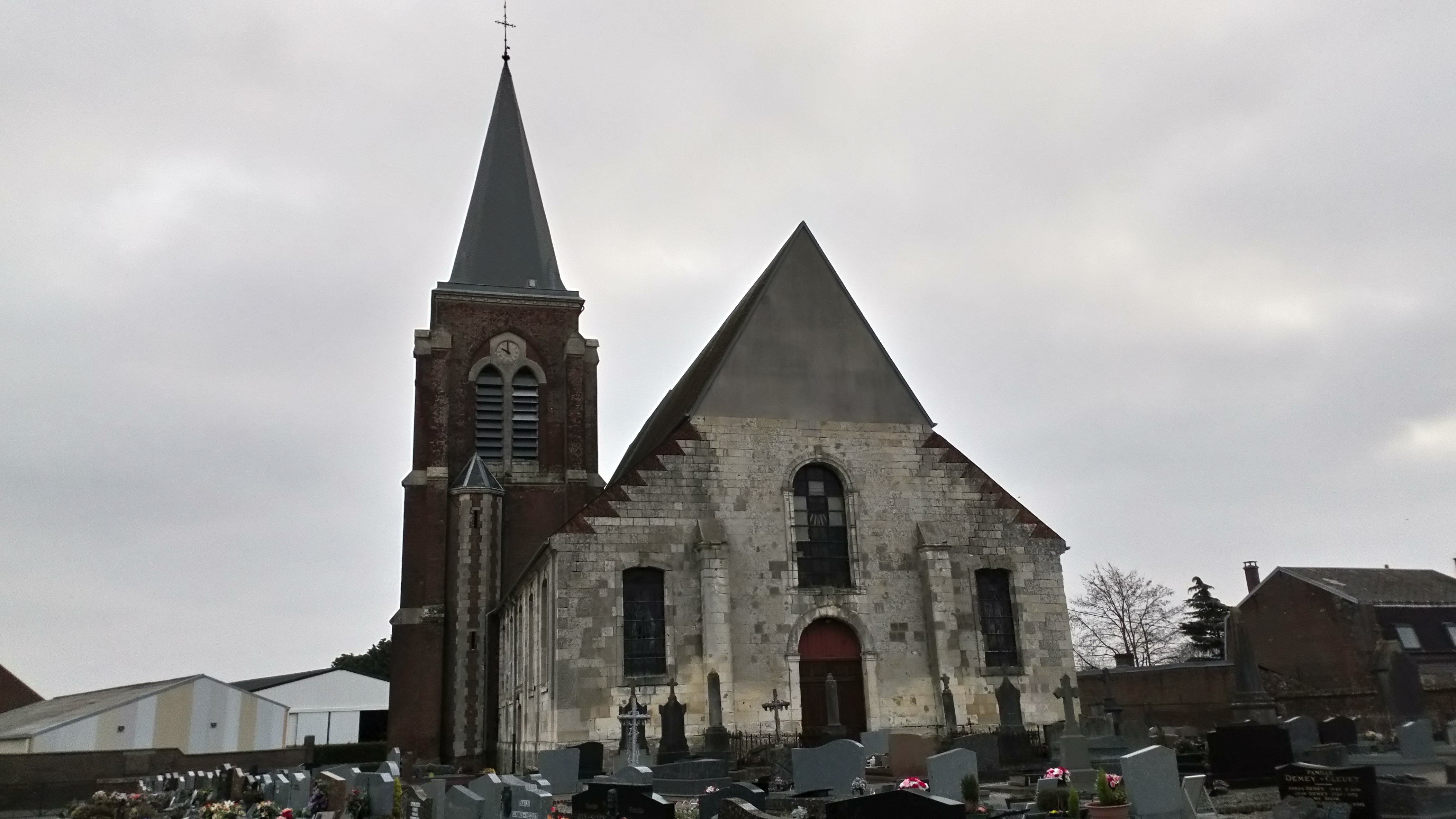
L'église Saint-Étienne et le cimetière.
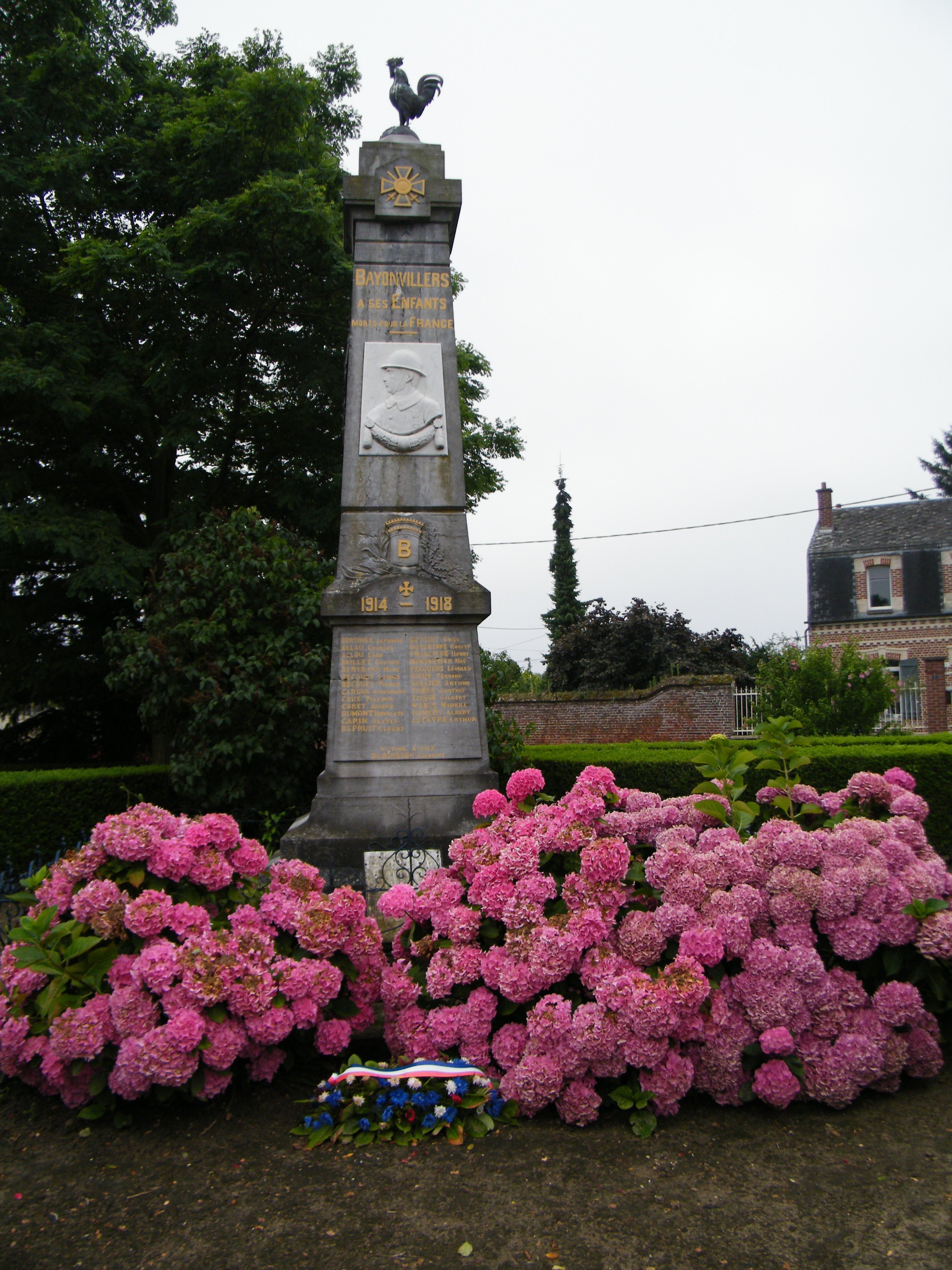
Monument aux morts

### Personnalités liées à la commune
- Amable Nicolas Lhomond (1770-1854), mécanicien, né à Bayonvillers, il prit part à l'expédition d'Égypte, en 1798.

## Pour approfondir